# Jerzy Kotowski
Jerzy Kotowski (ur. 23 lipca 1925 w Tarnowskich Górach, zm. 17 maja 1979 w Krakowie) – polski operator i reżyser filmów animowanych.

## Życiorys
Absolwent wydziału operatorskiego FAMU w Pradze (1952). Zaraz po studiach związał się ze Studiem Filmów Lalkowych w Łodzi (późniejszy Se-Ma-For). W latach 60. XX wieku prowadził działalność pedagogiczną w Łódzkiej Szkole Filmowej. W latach 1967–1968 był prodziekanem wydziału reżyserii, w latach 1968–1971 – prorektorem, w latach 1971–1972 – rektorem. Wieloletni wiceprzewodniczący CILECT-u, członek rady administracyjnej ASIFA.

## Filmografia

### Filmy animowane; reżyseria
- 1957: Ostrożność
- 1958: Wystawa abstrakcjonistów
- 1959: Wędrówki pana księżyca
- 1959: Baśń o korsarzu Palemonie
- 1960: Pozytywka
- 1960: Pan Soczewka w puszczy
- 1961: Wojtuś i Bacuś
- 1961: Czarny król
- 1962: W 10 minut dookoła świata
- 1963: Niebezpieczeństwo
- 1963: Drzwi
- 1963: Czapki na sprzedaż
- 1963: Bezpieczeństwo
- 1964: Plaster miodu
- 1964: Cień czasu
- 1966: Świat w operze
- 1966: Szyfr życia
- 1966: Miłość. zazdrość. nietolerancja.
- 1967: Tańczące lalki
- 1967: Sputnikowy western
- 1967: Awantura w sadzie
- 1968: Gapiszon na stacji
- 1970: Menażeria kapitana Ali [w:] Przygody kapitana Ali
- 1970: Horyzont
- 1971: Kapitan Ali w Parasolii [w:] Przygody kapitana Ali
- 1972: Powrót kapitana Ali
- 1973: Przed Kopernikiem
- 1973: 55 miliardów
- 1974: Konstantego Mackiewicza życie, sny, marzenia...
- 1974: Brzytwą po szkle
- 1975: Rycerz z Kapadocji
- 1976: Książka twój przyjaciel
- 1976: Gdyby Adam był Polakiem
- 1977: Raj
- 1978: Wszystkie dzieci są nasze
- 1978: Joasia i smok Tomasz